# JooJoo
JooJoo是由Fusion Garage所推出的觸控平板電腦，其设计理念上和iPad相似，2009年底发布。
現已結束開發。邁克爾·阿靈頓（Michael Arrington）最早有CrunchPad的設計，採用電容式觸控螢幕，並與新加坡創業企業Fusion Garage 合作推出，使用Fusion Garage的Linux-based的作業系統。Fusion Garage公司突然宣布不再与Michael Arrington合作，並將CrunchPad改名為JooJoo。

## 外部連結
- The Joo Joo
- FusionGarage （页面存档备份，存于）
- Dynacept （页面存档备份，存于）
- TechCrunch: About Those New CrunchPad Pictures （页面存档备份，存于） (April 10, 2009)
- The Business Insider.com （页面存档备份，存于）
- The End of the CrunchPad （页面存档备份，存于） (November 30, 2009)